# Colin Calderwood
Colin Calderwood (* 20. Januar 1965 in Stranraer, Schottland) ist ein ehemaliger schottischer Fußballspieler und aktueller Trainer. In seiner Trainerlaufbahn betreute er bislang u. a. Nottingham Forest und Hibernian Edinburgh.

## Aktive Laufbahn
Calderwood begann seine Profikarriere bei Mansfield Town. Zur Saison 1985/86 wechselte er für 27.500 £ zum Viertligisten Swindon Town, mit denen er gleich im ersten Jahr als Meister in die Third Division aufstieg. Es folgte der direkte Durchmarsch in die zweite Liga, als Swindon im Play-off zum Aufstieg zunächst Wigan Athletic und danach den FC Gillingham ausgeschaltet hatte. 1990 gelang über die Play-offs der sportliche Aufstieg in die First Division. Aufgrund illegaler Zahlungen, stufte der Verband Swindon in die dritte Liga zurück.
1993 wechselte Calderwood zu Tottenham Hotspur in die Premier League. Während seiner Zeit bei Tottenham, für die er 163 Ligaspiele bestritt, wurde er schottischer Nationalspieler. Von 1995 bis 1999 bestritt er 36 Länderspiele und erzielte ein Tor. Er nahm an der Europameisterschaft 1996 und der Weltmeisterschaft 1998 teil.
Nach seinem Weggang von Tottenham Hotspur im Jahr 2000 spielte er kurze Zeit bei Aston Villa, Nottingham Forest und Notts County, bevor er seine aktive Laufbahn 2001 beendete.

## Trainerlaufbahn

### Northampton Town
Nach Beendigung seiner aktiven Laufbahn wurde Calderwood Trainer der Reservemannschaft von Tottenham Hotspur. Im Oktober 2003 übernahm er die Mannschaft von Northampton Town und etablierte den Verein in den folgenden Jahren im oberen Tabellendrittel der vierten Liga. In der Saison 2005/06 erreichte er mit seinem Team den Aufstieg in die dritte Liga.

### Nottingham Forest
2006 übernahm er den Trainerposten bei Nottingham Forest. Der Verein der 1978 unter Trainer Brian Clough die englische Meisterschaft gewonnen hatte und anschließend zweimal hintereinander den Europapokal der Landesmeister holte, war 2005 in die drittklassige Football League One abgestiegen. Talentierte junge Spieler wie Jermaine Jenas, Michael Dawson und Andy Reid hatten die Mannschaft verlassen und der Verein hatte große finanzielle Probleme. Die Ausgangslage war entsprechend negativ, doch Calderwood führte den Verein bereits in der Saison 2006/07 auf den vierten Rang der dritten Liga. In der ersten Play-off-Runde scheiterte Forest jedoch an Yeovil Town. Nach einer weiteren Leistungssteigerung und der Vizemeisterschaft in der Saison 2007/08 erreichte Calderwood gemeinsam mit Spielern wie Kris Commons, James Perch und Wes Morgan ein Jahr später den Aufstieg in die Football League Championship.
Die Rückkehr in die zweite Liga gestaltete sich in der Folge jedoch schwieriger als erhofft und nach dem 26. Spieltag und Punktgleichheit mit einem Abstiegsplatz, entschied sich der Vorstand ihn am 26. Dezember 2008 nach der 2:4-Heimniederlage gegen die Doncaster Rovers zu entlassen.
Bereits Ende Januar 2009 übernahm er den Trainerposten der Reservemannschaft von Newcastle United und nach dem Abstieg der Profimannschaft aus der Premier League 2008/09 die Position als Assistenztrainer von Chris Hughton.
Seit dem 18. Oktober 2010 trainierte Colin Calderwood den schottischen Erstligisten Hibernian Edinburgh in der Scottish Premier League. Nach einem zehnten Platz in der Saison 2010/11 wurde er am 6. November 2011 nach einem erneut nicht zufriedenstellenden Saisonstart entlassen.